# Compsoneura excelsa
Compsoneura excelsa är en tvåhjärtbladig växtart som beskrevs av A. C. Smith. Compsoneura excelsa ingår i släktet Compsoneura, och familjen Myristicaceae. Inga underarter finns listade i Catalogue of Life.